# 하프 발리
하프 발리(half volley)는 테니스에서 공이 땅에 바운드된 직후에 튀어 오르는 것을 바로 쳐서 넘기는 기술을 말한다. 빠르게 튀어 오르는 공을 정확히 라켓면에 맞추어야 하므로 백스윙은 매우 작으며, 공을 맞춘 이후 공을 보내려는 방향으로 팔로우 스루를 하며 동작이 마무리된다. 튀어 오르는 공을 처리하기 때문에 때로는 라이징 샷(rising shot)이라고 불리기도 한다. 하프 발리를 구사할 때의 그립은 컨티넨탈 그립이 가장 일반적이다. 발리와 매우 유사한 동작으로 구사하게 된다는 점에서 '하프 발리'라고 불리게 되었다.
하프 발리는 발 밑으로 오는 공을 매우 빠른 타이밍에 받아서 넘겨야 하므로 테니스에서 가장 구사하기 어려운 기술 중 하나로 꼽힌다. 공에 공격적으로 힘을 실어서 치기 힘들기 때문에 네트로 전진하는 도중 공이 낮게 왔을 때 등 피치 못할 상황에서만 사용하게 된다. 피트 샘프라스는 매우 정교한 하프 발리를 구사했던 선수로 유명하다.
1940년대에 활동했던 미국의 테니스 선수 잭 크레이머는 1979년 그의 자서전에서 판초 곤잘레스와 켄 로즈월을 과거에 가장 뛰어난 하프 발리 기술을 가졌던 선수로 꼽았다. 그는 다음과 같이 기술했다: "하프 발리는 판초 곤잘레스와 켄 로즈월이 가장 뛰어났다. 로즈월은 서브가 매우 약했기 때문에 하프 발리를 잘 하게 될 수밖에 없었다. 곤잘레스는 강한 서브를 가졌는데도 왜 하프 발리를 그렇게 자주 하게 되었는지는 모르겠지만, 어쨌든 그 또한 훌륭한 하프 발리를 구사했다."